# 独立民主セルビア人党
独立民主セルビア人党（どくりつみんしゅセルビアじんとう、クロアチア語:Samostalna demokratska srpska stranka; SDSS; セルビア語:Самостална демократска српска странка; СДСС）は、クロアチアに住むセルビア人を主体とする社会民主主義政党。

## 歴史
1997年に、リベラル、社会民主主義政党として、かつてのユーゴスラビア王国のスヴェトザル・プリビチェヴィッチ（Svetozar Pribićević）による独立民主党のドクトリンに基づくものとして結成された。結成以来、ヴォイスラヴ・スタニミロヴィッチ（Vojislav Stanimirović）が党首を務めてきたが、2017年に副党首のミロラド・プポヴァツが第2代党首となった。
1995年の嵐作戦によってクロアチア領から脱出した、セルビア人のクロアチアへの帰還促進を目指している。嵐作戦は、クロアチア共和国軍および警察による軍事作戦であり、クロアチア領内で一方的に独立を宣言しクロアチア政府の統制が及んでいなかったクライナ・セルビア人共和国の主要部分がこの作戦によって制圧され、国際的に承認された国境の管理を含むクロアチア政府の統治が導入された。この時、クライナ・セルビア人共和国に住んでいたセルビア人のほぼすべてに相当する約25万人がクロアチア領から脱出し、難民となって隣接するボスニア・ヘルツェゴビナのセルビア人勢力支配地域やさらに離れたセルビア共和国に移った。
2003年の選挙では、独立民主セルビア人党は、競合するクロアチアのセルビア人政党・セルビア人民党（SNS）に対して勝利をおさめ、クロアチア議会でセルビア人に割当てられた議席をすべて獲得した。
選挙の後、独立民主セルビア人党は、イーヴォ・サナデル率いるクロアチア民主同盟と連立することを決め、独立民主セルビア人党が求めていたセルビア人難民の帰還、民族間の平等の推進、法制度の改革、周辺諸国との協調について合意した。

## 党の自認

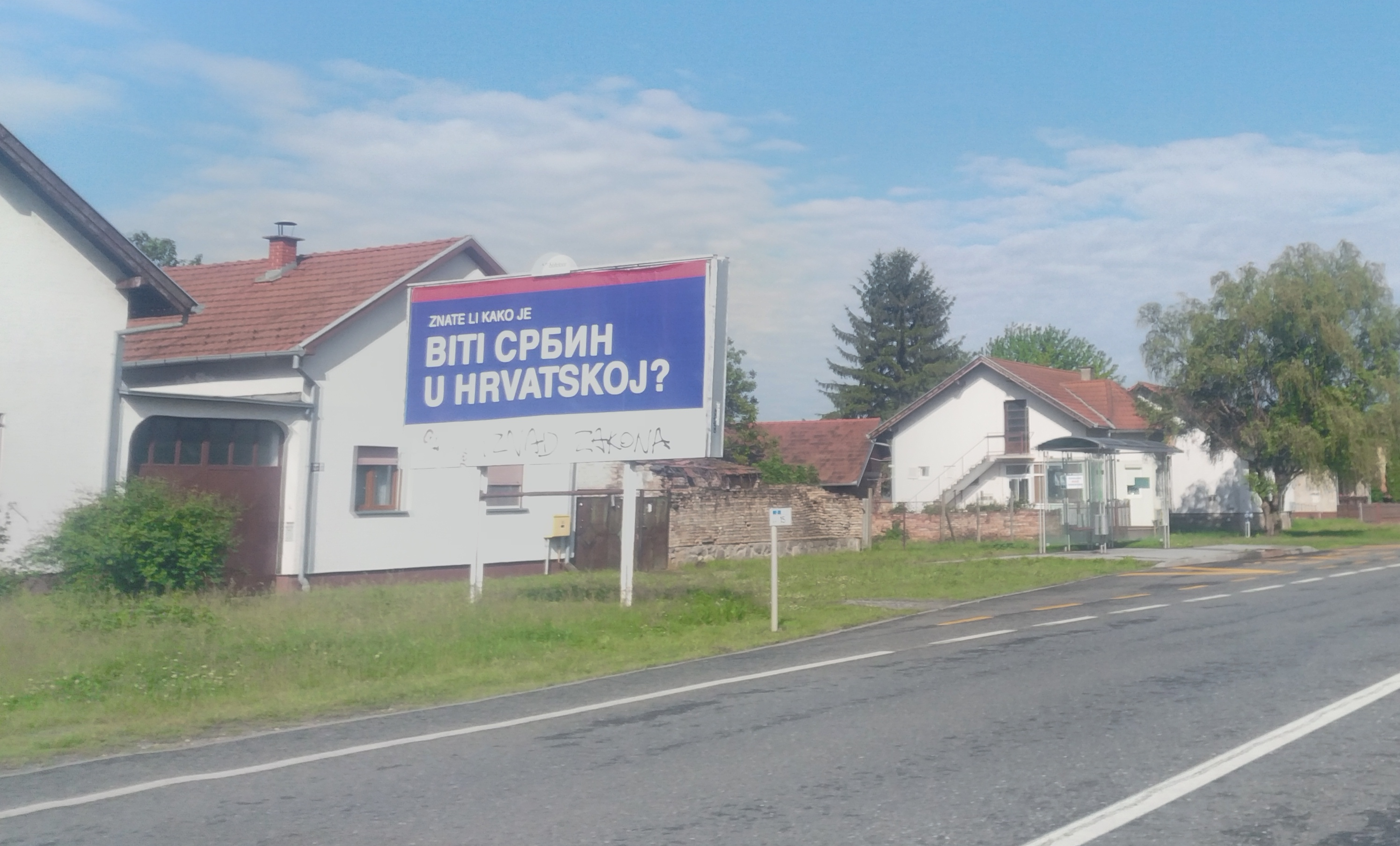
2019年欧州議会議員選挙を前にしてヴコヴァルに設置されたSDSSの看板

独立民主セルビア人党は、リベラル、社会民主主義を志向する民主的な政党であるが、現状をかんがみ、セルビア人政党としての性質も有する。
党の目標は以下の通りである:
1. 難民、とくにセルビア人の帰還の促進、戦争被害にあった地域の復興の完了
2. 国有住宅の購入期限であったクロアチア領沿ドナウ地域がクロアチアに再統合された時点よりも前に制定された法の下での、国有住宅を買う権利の確保
3. 国家の少数民族、特にセルビア人が持つ民族的権利の保障と国家による保護
4. セルビア語とセルビア語の文章の使用、セルビア人の民族的象徴の使用、セルビア語での教育、教育・文化面でのセルビア人組織の設立、セルビア人の情報メディア、セルビア人の伝統・慣習の維持を通じての、セルビア人の文化的・教育的自治
5. 軍隊の専門職化
6. 地方主義と分権化
7. クロアチアの欧州連合への統合とセルビアおよびモンテネグロとの経済関係の促進